# Episodi di In Treatment (prima stagione)
La prima stagione della serie televisiva In Treatment è stata trasmessa in prima visione negli Stati Uniti d'America da HBO dal 28 gennaio al 28 marzo 2008.
In Italia è stata trasmessa in prima visione satellitare da Cult dal 21 settembre al 14 novembre 2008.
| nº | Titolo originale         | Titolo italiano                 | Prima TV USA     | Prima TV Italia   |
| -- | ------------------------ | ------------------------------- | ---------------- | ----------------- |
| 1  | Laura: Week One          | Laura - Prima settimana         | 28 gennaio 2008  | 21 settembre 2008 |
| 2  | Alex: Week One           | Alex - Prima settimana          | 29 gennaio 2008  | 21 settembre 2008 |
| 3  | Sophie: Week One         | Sophie - Prima settimana        | 30 gennaio 2008  | 21 settembre 2008 |
| 4  | Jake and Amy: Week One   | Jake ed Amy - Prima settimana   | 31 gennaio 2008  | 21 settembre 2008 |
| 5  | Gina: Week One           | Gina - Prima settimana          | 1º febbraio 2008 | 21 settembre 2008 |
| 6  | Laura: Week Two          | Laura - Seconda settimana       | 4 febbraio 2008  | 22 settembre 2008 |
| 7  | Alex: Week Two           | Alex - Seconda settimana        | 5 febbraio 2008  | 23 settembre 2008 |
| 8  | Sophie: Week Two         | Sophie - Seconda settimana      | 6 febbraio 2008  | 24 settembre 2008 |
| 9  | Jake and Amy: Week Two   | Jake ed Amy - Seconda settimana | 7 febbraio 2008  | 25 settembre 2008 |
| 10 | Gina: Week Two           | Gina - Seconda settimana        | 8 febbraio 2008  | 26 settembre 2008 |
| 11 | Laura: Week Three        | Laura - Terza settimana         | 11 febbraio 2008 | 29 settembre 2008 |
| 12 | Alex: Week Three         | Alex - Terza settimana          | 12 febbraio 2008 | 30 settembre 2008 |
| 13 | Sophie: Week Three       | Sophie - Terza settimana        | 13 febbraio 2008 | 1º ottobre 2008   |
| 14 | Jake and Amy: Week Three | Jake ed Amy - Terza settimana   | 14 febbraio 2008 | 2 ottobre 2008    |
| 15 | Gina: Week Three         | Gina - Terza settimana          | 15 febbraio 2008 | 3 ottobre 2008    |
| 16 | Laura: Week Four         | Laura - Quarta settimana        | 18 febbraio 2008 | 6 ottobre 2008    |
| 17 | Alex: Week Four          | Alex - Quarta settimana         | 19 febbraio 2008 | 7 ottobre 2008    |
| 18 | Sophie: Week Four        | Sophie - Quarta settimana       | 20 febbraio 2008 | 8 ottobre 2008    |
| 19 | Jake and Amy: Week Four  | Jake ed Amy - Quarta settimana  | 21 febbraio 2008 | 9 ottobre 2008    |
| 20 | Gina: Week Four          | Gina - Quarta settimana         | 22 febbraio 2008 | 10 ottobre 2008   |
| 21 | Laura: Week Five         | Laura - Quinta settimana        | 25 febbraio 2008 | 13 ottobre 2008   |
| 22 | Alex: Week Five          | Alex - Quinta settimana         | 26 febbraio 2008 | 14 ottobre 2008   |
| 23 | Sophie: Week Five        | Sophie - Quinta settimana       | 27 febbraio 2008 | 15 ottobre 2008   |
| 24 | Jake and Amy: Week Five  | Jake ed Amy - Quinta settimana  | 28 febbraio 2008 | 16 ottobre 2008   |
| 25 | Gina: Week Five          | Gina - Quinta settimana         | 29 febbraio 2008 | 17 ottobre 2008   |
| 26 | Laura: Week Six          | Laura - Sesta settimana         | 3 marzo 2008     | 20 ottobre 2008   |
| 27 | Alex: Week Six           | Alex - Sesta settimana          | 4 marzo 2008     | 21 ottobre 2008   |
| 28 | Sophie: Week Six         | Sophie - Sesta settimana        | 5 marzo 2008     | 22 ottobre 2008   |
| 29 | Jake and Amy: Week Six   | Jake ed Amy - Sesta settimana   | 6 marzo 2008     | 23 ottobre 2008   |
| 30 | Gina: Week Six           | Gina - Sesta settimana          | 7 marzo 2008     | 24 ottobre 2008   |
| 31 | Laura: Week Seven        | Laura - Settima settimana       | 10 marzo 2008    | 27 ottobre 2008   |
| 32 | Alex: Week Seven         | Alex - Settima settimana        | 11 marzo 2008    | 28 ottobre 2008   |
| 33 | Sophie: Week Seven       | Sophie - Settima settimana      | 12 marzo 2008    | 29 ottobre 2008   |
| 34 | Jake and Amy: Week Seven | Jake ed Amy - Settima settimana | 13 marzo 2008    | 30 ottobre 2008   |
| 35 | Gina: Week Seven         | Gina - Settima settimana        | 14 marzo 2008    | 31 ottobre 2008   |
| 36 | Laura: Week Eight        | Laura - Ottava settimana        | 17 marzo 2008    | 3 novembre 2008   |
| 37 | Alex: Week Eight         | Alex - Ottava settimana         | 18 marzo 2008    | 4 novembre 2008   |
| 38 | Sophie: Week Eight       | Sophie - Ottava settimana       | 19 marzo 2008    | 5 novembre 2008   |
| 39 | Jake and Amy: Week Eight | Jake ed Amy - Ottava settimana  | 20 marzo 2008    | 6 novembre 2008   |
| 40 | Gina: Week Eight         | Gina - Ottava settimana         | 21 marzo 2008    | 7 novembre 2008   |
| 41 | Sophie: Week Nine        | Sophie - Nona settimana         | 26 marzo 2008    |                   |
| 42 | Jake and Amy: Week Nine  | Jake ed Amy - Nona settimana    | 27 marzo 2008    | 13 novembre 2008  |
| 43 | Gina: Week Nine          | Gina - Nona settimana           | 28 marzo 2008    | 14 novembre 2008  |